# Notophthiracarus ogmos
Notophthiracarus ogmos är en kvalsterart som beskrevs av Wojciech Niedbała 2004. Notophthiracarus ogmos ingår i släktet Notophthiracarus och familjen Phthiracaridae. Inga underarter finns listade i Catalogue of Life.